# Gée-Rivière
Gée-Rivière är en kommun i departementet Gers i regionen Occitanien i sydvästra Frankrike. Kommunen ligger i kantonen Riscle som tillhör arrondissementet Mirande. År 2022 hade Gée-Rivière 44 invånare.

## Befolkningsutveckling
Antalet invånare i kommunen Gée-Rivière
Referens:INSEE